# Horst (Kurköln)

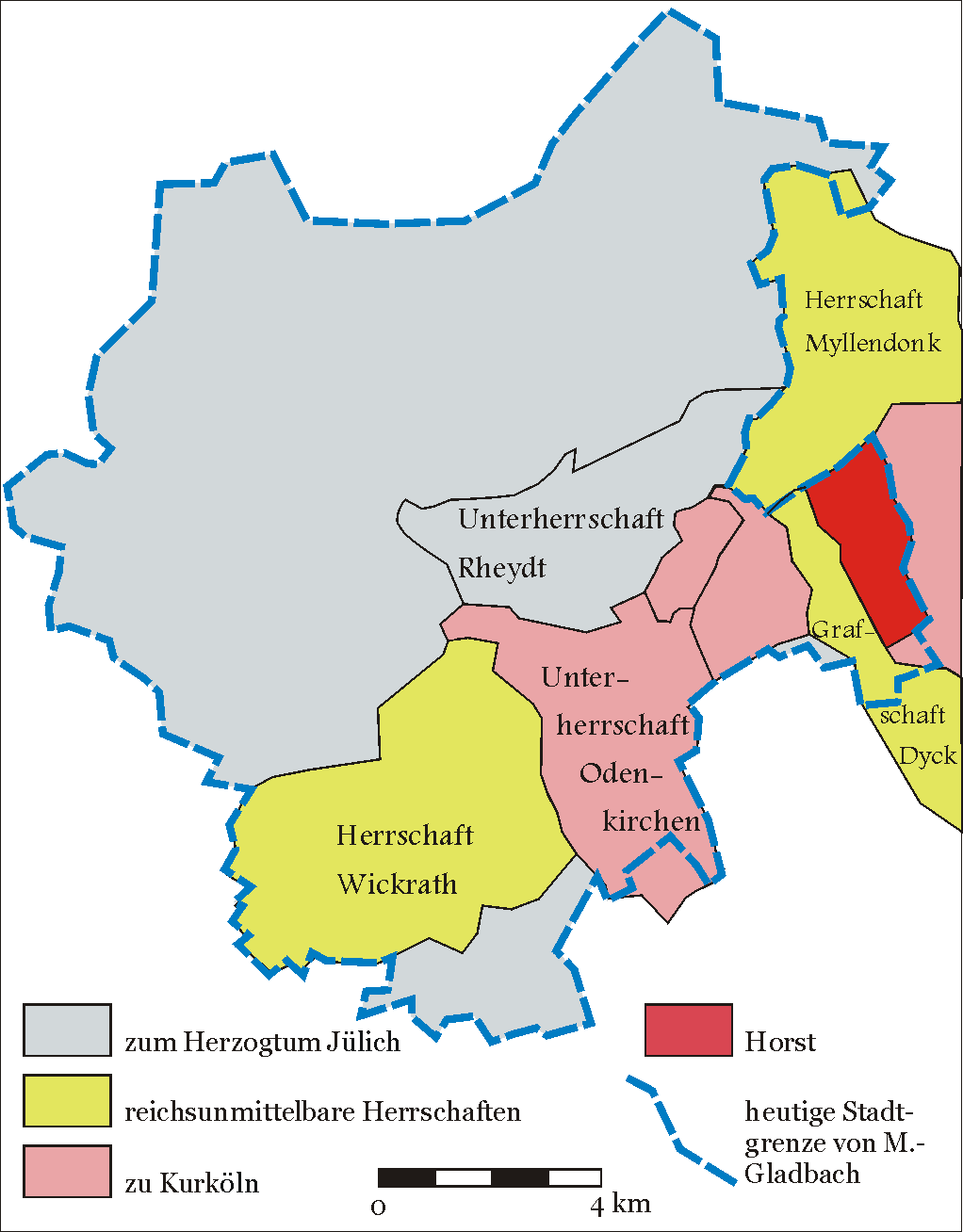
Territoriale Verhältnisse auf dem heutigen Stadtgebiet von Mönchengladbach um 1720

Horst ist ein historisches Territorium, das von 1639 bis 1801 eine Unterherrschaft Kurkölns war. Die Unterherrschaft umfasste die auf dem heutigen Gebiet der Stadt Mönchengladbach liegenden Honnschaften Taubenhütte, Leppershütte, Stadt, seit 1650 auch das Horster Schelsen sowie Teile der heute zu Korschenbroich gehörenden Orte Pesch und Steinhausen. Im Jahre 1670 hatte das Territorium eine Größe von 519 Hektar, auf denen sich 72 Häuser und Höfe befanden. Sitz der Lehnsträger war die Wasserburg Haus Horst. Als Richtstätte und Herrschaftssymbol stand an der Straße zwischen Haus Horst und Liedberg ein Galgen.

## Geschichte
Das Territorium war im Mittelalter im Besitz des weitverzweigten Adelsgeschlechts von der Horst. Im Jahre 1338 trug Herrmann von der Horst dem Kölner Erzbischof Walram für 200 Mark seinen Besitz zum Offenhaus und Lehen an. Mit Wilhelm von der Horst starb 1528 die männliche Linie dieses Familienzweiges aus, über eine Tochter gelangte das Territorium an die Familie von Palant. Im Jahre 1609 wurde Johann von Dorth mit Horst belehnt, dem Schwiegersohn Johann von Palants, der keine männlichen Erben hinterlassen hatte. Unter der Herrschaft der Familie Dorth wurde Horst 1639 zur kurkölnischen Unterherrschaft erhoben und um 1650 erreichte die Unterherrschaft mit dem Erwerb des östlichen Teils von Schelsen, dem Horster Schelsen, seine größte Ausdehnung. Mit der Erhebung zur Unterherrschaft war ausdrücklich nur die katholische Konfession zugelassen. Aufgrund finanzieller Probleme musste die Familie Dorth den Besitz 1782 verkaufen, dadurch gelangte er an die Familie von Hallberg, die am 14. März 1783 vom Kölner Erzbischof mit der Unterherrschaft belehnt wurde.
Wie alle übrigen linksrheinischen Territorien Kurkölns wurde Horst 1801 im Frieden von Lunéville an das napoleonische Frankreich abgetreten.